# خانه اسحاق ساسون
خانه اسحاق ساسون مربوط به دوره پهلوی است و در اصفهان، خیابان شمس‌آبادی، کوچه عالم آرا (بازار آزادی)، پ ۵۹ واقع شده و این اثر در تاریخ ۲۲ آبان ۱۳۸۶ با شمارهٔ ثبت ۲۰۰۱۰ به‌عنوان یکی از آثار ملی ایران به ثبت رسیده است.
ساسون مرد خیری بود و از همین روی بخشی از اموال از جمله خانه‌اش را وقف کرد.
 
اما به همین علت دیوان عدالت اداری این خانه را از فهرست آثار ملی خارج کرد و در اختیار حوزه علمیه قرار داد که اکنون این اثر تاریخی در خطر تخریب قرار دارد.